# L'Âge d'or (mini-série)
Pour les articles homonymes, voir L'Âge d'or.
L'Âge d'or (Goldene Zeiten) est une mini-série en coproduction française-suisse-allemande, en six épisodes de 56 minutes, réalisée par Michael Braun et diffusée à partir du 3 juillet 1981 sur Antenne 2.

## Synopsis
Cette mini-série retrace la vie d'une famille allemande de 1919 à 1933. Il a fait l'objet d'une suite intitulée Dans la tourmente.

## Distribution
- Peter Schiff : Fritz Vollmer
- Ilona Grübel : Victoria Vollmer
- Wolf Roth : Dr Robert Wolff
- Jocelyne Boisseau : Susanne Vollmer
- Alexander Radszun : Walter Bielstock
- Dieter Borsche : Général Bielstock